# Фрізбі пес

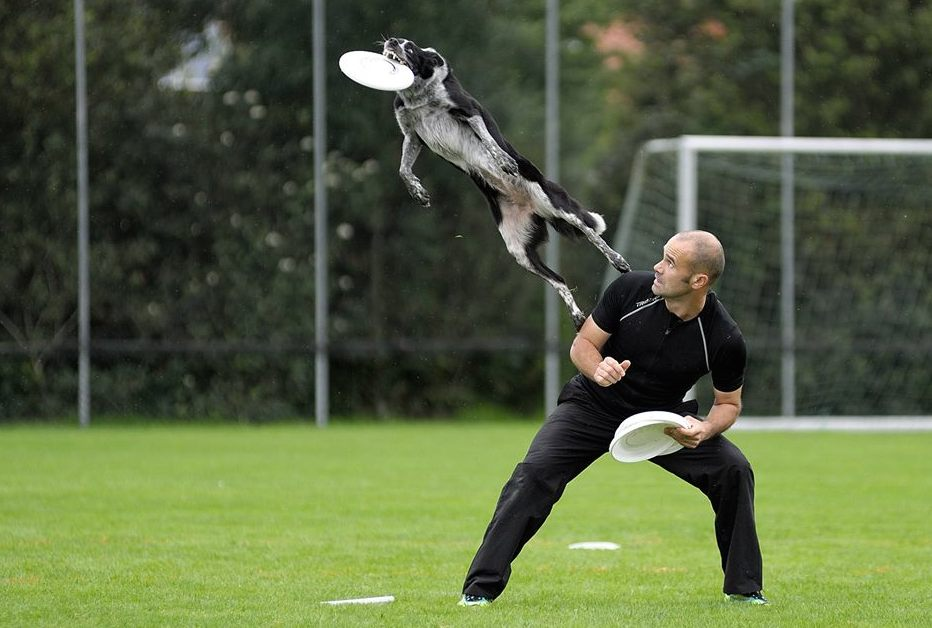
Адріан Стойка & Рорі, 2014: World Champions (UFO) and European Champions (AWI, UFO, Skyhoundz)

Фризбі пес — спортивний собака, що бере участь у змаганнях із піймання летючого диску (собаче фризбі). Разом із людиною-подавачем летючого диску собаки вправляються переважно у пійманні на дистанціях і фристайлі. Цей вид спорту є тріумфом зв'язку між людиною і собакою, оскільки дає можливість їм працювати разом.

## Історія
Спорт бере свій початок в ранніх 1970-их, паралельно із ростом популярності летючого диску. Знаковим моментом стало 5 серпня, 1974 коли Алекс Стейн, 19-річний студент із Огайо, разом із своїм псом Ешлі Уїппетом, під час 9-го інінгу, перестрибнули огорожу і увірвалися на поле під час трансляції національної бейсбольної ліги, де грали Лос-Анджелес Доджерс і Цинцинаті Редс. Стейн почав кидати диски, а Ешлі, вражаючи публіку ловила їх розганяючись до швидкості 56 км/год і стрибаючи на висоту 2.7 м. Це було настільки приголомшливо, що гру зупинили а коментатор став озвучувати перебіг фризбі-гри. Врешті через 8 хвилин Стейна впіймали і арештували. Ця подія дуже розігріла інтерес до собачого фризбі через національне телебачення.
Пізніше Стейн із своїми спільниками створив Світовий Чемпіонат Собачого фризбі.
В Україні чемпіонати проводяться з 2008 року.

## Популярність
Популярністю цей вид спорту завдячує своїй доступності. Все, що потрібно для гри — це ігровий простір, собака та летючий диск. Вважається, що в одних тільки Сполучених Штатах більше одного мільйона собак грають з летючим диском, хоча тільки невеликий відсоток беруть участь в організованих змаганнях.